# District de Várpalota
Le district de Várpalota (en hongrois : Várpalotai járás) est un des 10 districts du comitat de Veszprém en Hongrie. Créé en 2013, il compte 37 451 habitants et rassemble 8 localités : 6 communes et 2 villes dont Várpalota, son chef-lieu.

## Localités
- Berhida
- Jásd
- Pétfürdő
- Tés
- Vilonya
- Várpalota
- Öskü
- Ősi